# Coup d'État de 1970 au Cambodge
Guerre civile cambodgienne
Le Coup d'État de 1970 au Cambodge se réfère au vote à l'Assemblée Nationale le 18 mars 1970 confirmant la destitution du prince Norodom Sihanouk. Les pouvoirs sont confiés provisoirement au Premier ministre en fonction Lon Nol. La monarchie est abolie de fait et la république khmère sera proclamée six mois plus tard. Cet événement est considéré comme un tournant dans la Guerre civile cambodgienne.
Lon Nol lance un ultimatum aux forces nord-vietnamiennes leur intimant de quitter les territoires cambodgiens. Cette décision signe l'implication du Cambodge dans la Guerre du Vietnam. 

## Contexte
Depuis l'indépendance de 1954, le Cambodge est dirigé par le prince Norodom Sihanouk en s'appuyant sur le Sangkum mouvement politique qu'il avait lui-même créé. Son pouvoir personnel repose sur une habile combinaison de manipulation, intimidation et circonspection, une rhétorique nationaliste visant à équilibrer l'aile droite et l'aile gauche du mouvement. L'appropriation d'un langage socialiste a pour but de marginaliser le parti communiste cambodgien, les futurs Khmers rouges.
Avec l'escalade de la Deuxième Guerre d'Indochine, le numéro d'équilibriste de Sihanouk est devenu plus difficile à maintenir. La contrebande transfrontalière de riz a également de graves effets sur l'économie cambodgienne . Après les élections de 1966, Lon Nol représentant de l'aile droite populiste est désigné comme Premier ministre. Son anticommunisme allait à l'encontre de la politique semi-tolérante de Sihanouk vis-à-vis du Viet Cong et de l'armée nord-vietnamienne. Sihanouk, dans les années 1963-1966, avait négocié un arrangement secret avec Hanoi par lequel, en contrepartie de la garantie d'achat de riz à des prix gonflés, des cargaisons d'armes destinées au Viet Cong pouvaient transiter par le port de Sihanoukville. De fait les unités communistes khméro-vietnamiennes contrôlent la moitié du territoire. De plus les nationalistes cambodgiens reprochaient au chef de l'État d'abandonner le principe de neutralité.
Au cours de l'année 1969, Lon Nol approcha les militaires américains pour évaluer leur soutien à une action à l'encontre de Sihanouk. Le vice-premier ministre le prince Sisowath Sirik Matak suggéra de l'assassiner, plan que Lon Nol rejeta en considérant qu'il s'agissait d'une "folie meurtrière". Sihanouk a déclaré par la suite que Sirik Matak était son rival pour le trône du Cambodge, qu'ami des américains, il était soutenu par la CIA et en contact avec Son Ngoc Thanh, un opposant exilé et qu'il était le commanditaire du coup d'État. L'implication de la CIA n'a jamais été prouvée et Henry Kissinger lui-même a affirmé que les événements avaient surpris le gouvernement américain.
Des documents déclassifiés montrent qu'en mars 1970, l'administration Nixon œuvrait pour développer des "relations amicales" avec Sihanouk. Thierry Wolton pense de son côté que le Coup d'État a reçu l'aval de la Maison-Blanche.

## Le coup d'État
En mars 1970, alors que Sihanouk effectue une tournée en Europe, Union soviétique et Chine, des manifestations antivietnamiennes de grande ampleur éclatent à Phnom Penh. Sihanouk a apporte d'abord un certain soutien aux manifestants, tablant sur la pression de Moscou et Pékin sur le Nord-Vietnam pour que ce dernier réduise sa présence au Cambodge. Selon le chroniqueur britannique William Shawcross, Sihanouk et Lon Nol auraient même planifié les premières manifestations pour peser sur Hanoi.
Toutefois les émeutes échappent au contrôle du gouvernement et l'ambassade vietnamienne est mise à sac. Des documents trouvés à l'intérieur accréditeraient l'existence de plans d'occupation du Cambodge. Le 12 mars, Sirik Matak annule l'accord de commerce avec le Nord-Vietnam et Lon Nol ferme le port de Sihanoukville aux navires nord-vietnamiens. Un ultimatum est adressé à l'armée populaire du Vietnam et au Front de Libération nationale exigeant leur retrait du sol cambodgien dans un délai de 72 heures. Le 16 mars, 300 000 manifestants protestent devant l'Assemblée nationale à Phnom Penh contre la présence vietnamienne.
Les évènements s'accélèrent. Le Secrétaire d'État à la Défense, le colonel Oum Mannorine, beau-frère de Sihanouk et le chef de la police de Phnom Penh sont placés en état d'arrestation. La reine mère Sisowath Kossamak (mère de Sihanouk) convoque Lon Nol et Sirik Matak au Palais royal et leur demande de mettre fin aux manifestations.
Il semble qu'au cours des journées des 16 et 17 mars des divergences de vues aient opposés Sirik Matak et Lon nol, ce dernier ayant montré quelques réticences à déposer Sihanouk tout en conservant l'espoir que celui-ci pourrait mettre fin aux relations avec le Nord-Vietnam. Sirik Matak auraient alors fait état de propos du monarque lors de sa conférence de presse à Paris, les menaçant de représailles à son retour à Phnom Penh. Finalement, face à un Lon Nol apeuré, Sirik Matak, aurait contraint par intimidation son complice à signer l'acte de déposition.
Le 18 mars, l'armée se déploie autour de la capitale et un débat s'engage à l'Assemblée nationale sous la présidence de In Tam. À l'exception d'un membre, Kim Phon, qui quitte la salle en guise de protestation, l'Assemblée vote à l'unanimité en invoquant l'article 122 de la constitution cambodgienne, une motion de défiance au chef de l'État. Lon Nol est investi de pouvoirs exceptionnels en vertu de l'état d'urgence. Cheng Heng est nommé chef de l'État par intérim alors que In Tam est confirmé à la présidence du Sangkum.
Le coup d'État respecte ainsi la forme constitutionnelle. Ces événements marque la fondation de la République khmère.

## Manifestation contre le coup d'État
Le 23 mars, Sihanouk appelle sur radio Pékin à un soulèvement général contre Lon Nol. Des manifestations populaires de soutien à Sihanouk ont lieu dans les provinces de Kompong Cham, de Takéo, et de Kampot. Dans la première, particulièrement violente, deux députés à l'Assemblée Nationale, Sos Saoun et Kim Phon, sont tués par des manifestants le 26 mars. Lon Nil, officier de police et frère de Lon Nol, est abattu près de la ville de Tonle Bet.
Les manifestations sont réprimées avec une extrême brutalité par l'armée cambodgienne. Il y a eu plusieurs centaines de morts et des milliers d'arrestations. Des témoins font état de l'utilisation de tanks contre des foules de civils désarmés.

## Conséquences
À la suite du coup d'état, des milliers de vietnamiens sont tués par les forces anticommunistes de Lon Nol et leurs corps jetés dans le Mékong. Sur 450 000 Vietnamiens résidant au Cambodge, plus de 100 000 ont quitté le pays et 200 000 autres ont été rapatriés de force au Sud-Vietnam. La population de souche vietnamienne s'est réduite à 140 000 personnes cinq mois seulement après le coup d'état. Ces événements signent un tournant de la Guerre Civile cambodgienne.

### Source
- (en) Cet article est partiellement ou en totalité issu de l’article de Wikipédia en anglais intitulé « 1970 Cambodian coup d'état » (voir la liste des auteurs).